# Ріц-Ноєндорф
Ріц-Ноєндорф (нім. Rietz-Neuendorf) — громада в Німеччині, розташована в землі Бранденбург. Входить до складу району Одер-Шпрее.
Площа — 183,07 км2. Населення становить 4108 ос. (станом на 31 грудня 2020).

## Демографія
- Динаміка населення з 1875 року в сучасних кордонах (Синя лінія: населення; Пунктир: відносна порівняльна динаміка населення землі Бранденбург; Сірий фон: період Третього рейху; Помаранчевий фон: період НДР)
- Динаміка населення (синя лінія) і прогнози

| Рік  | Населення |
| ---- | --------- |
| 1875 | 5 070     |
| 1890 | 5 468     |
| 1910 | 5 632     |
| 1925 | 5 511     |
| 1939 | 5 384     |
| 1950 | 7 446     |
| 1964 | 5 769     |

| Рік  | Населення |
| ---- | --------- |
| 1971 | 5 626     |
| 1981 | 4 672     |
| 1985 | 4 688     |
| 1990 | 4 529     |
| 1995 | 4 515     |
| 2000 | 4 576     |
| 2005 | 4 482     |

| Рік  | Населення |
| ---- | --------- |
| 2010 | 4 232     |
| 2015 | 4 124     |
| 2016 | 4 109     |
| 2017 | 4 080     |
| 2018 | 4 102     |
| 2019 | 4 098     |
| 2020 | 4 108     |

Джерела даних вказані на Wikimedia Commons.

## Галерея

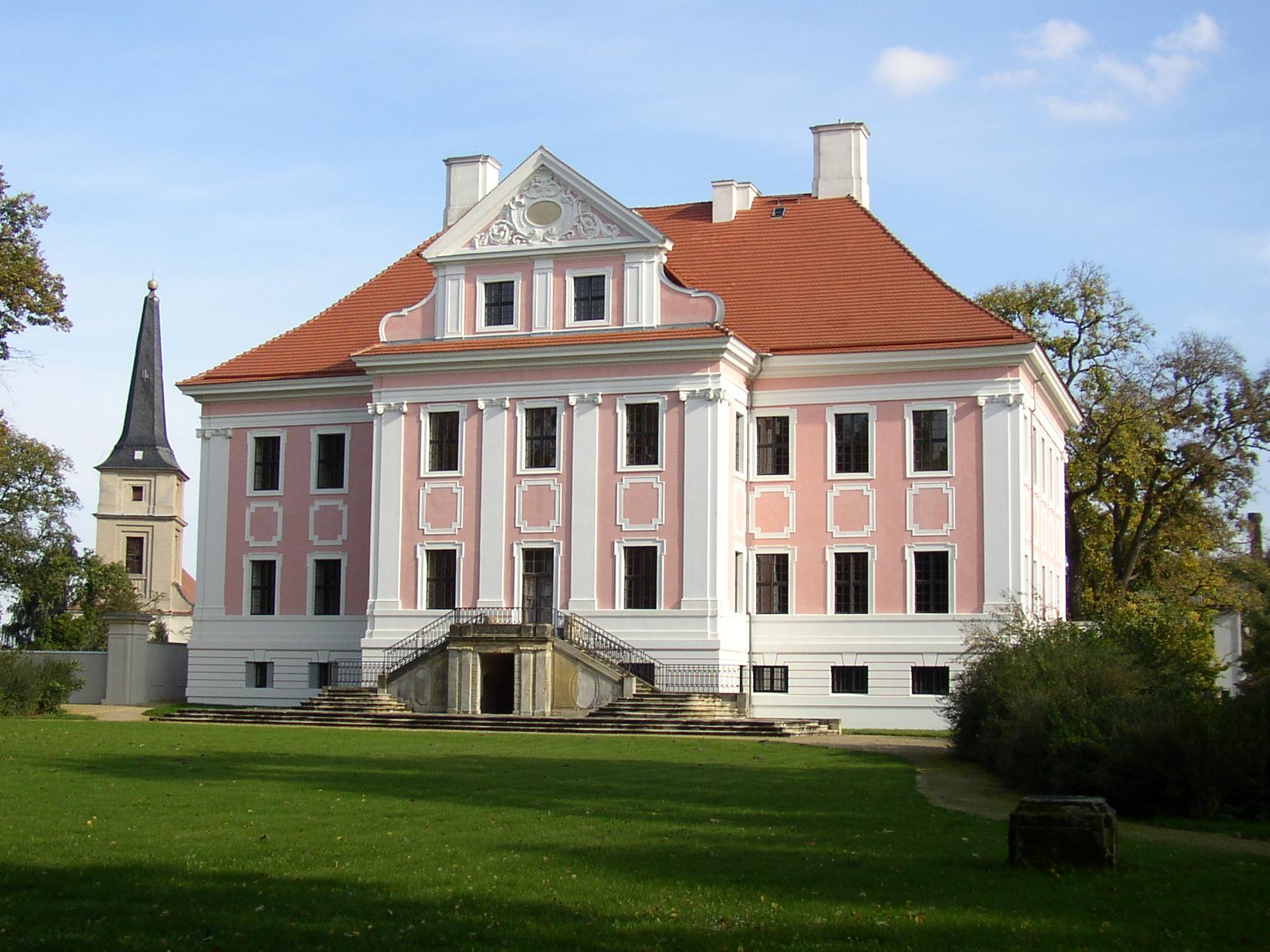
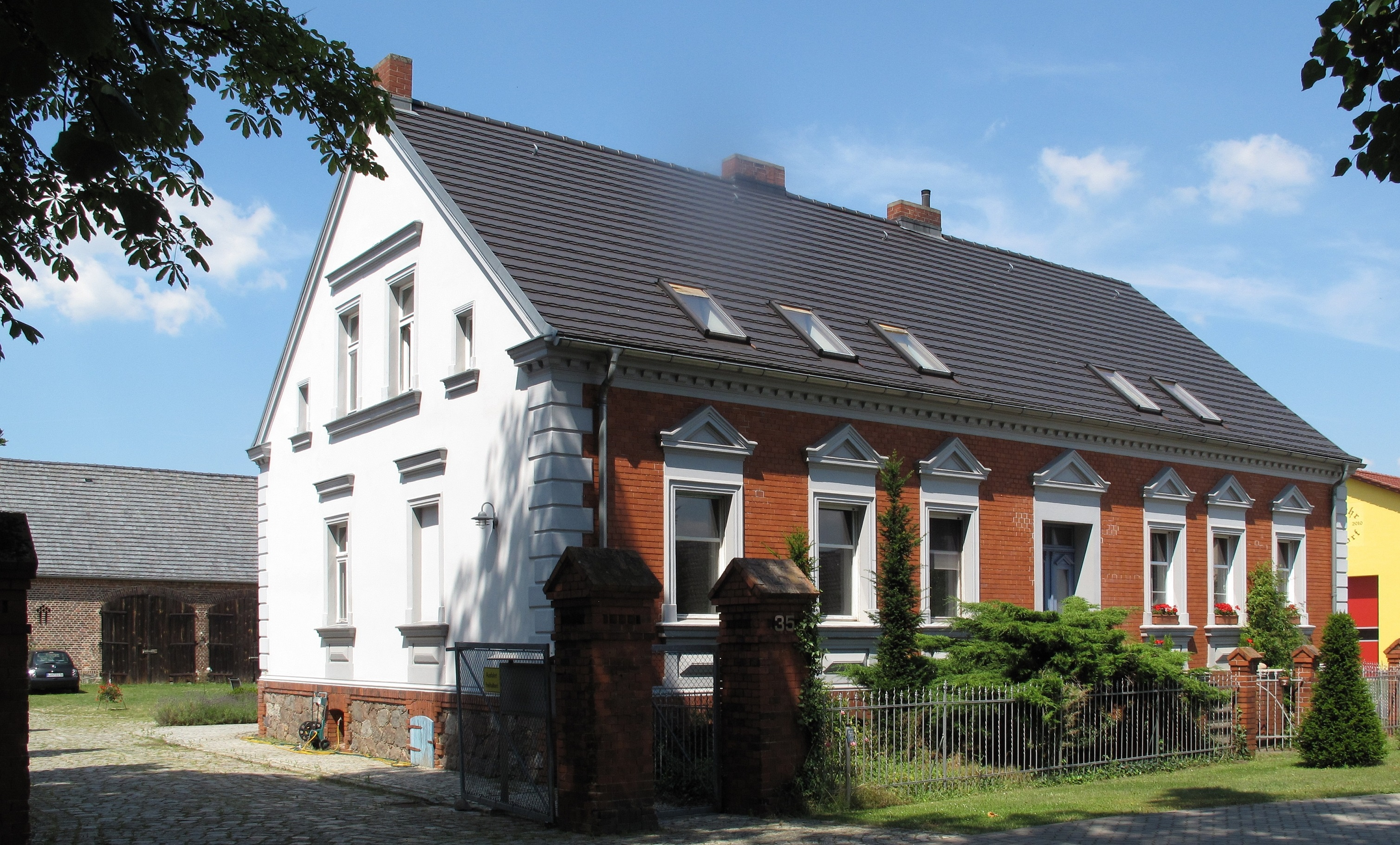